# Soundgarden
Soundgarden (транскр.  Саундгарден) био је амерички гранџ бенд из Сијетла који су 1984. основали певач и бубњар Крис Корнел, гитариста Ким Тејил и басиста Хиро Јамамото. Године 1986. бубњар бенда постаје Мет Камерон, док Јамамота 1990. замењује Шеперд. Soundgarden је један од чланова Велике гранџ четворке, заједно са бендовима: Nirvana, Pearl Jam и Alice in Chains. Бенд је био активан од 1984. до 1997. и од 2010. до 2019. године.
Од свих албума групе, албум Superunknown им је донео највећи успех. На овом албуму се нашла и најпознатија песма групе Black Hole Sun, а међу познатијим су и ,Spoonman и The day I tried to live, а значајни су и синглови Rusty Cage,Outshined и Jesus Christ Pose са претходног албума Badmotorfinger, као и синглови са осталих албума.
Песма Rusty Cage се нашла и у саундтреку у познатој игри GTA San Andreas. Иако је један од бендова велике гранџ четворке, на музику бенда велики утицај су имали и неки панк рок и хеви метал бендови. Soundgarden је познат и по мрачним и депресивним текстовима песама, најчешће писаних од стране фронтмена Корнела.

## Дискографија
- Ultramega OK (1988)
- Louder Than Love (1989)
- Badmotorfinger (1991)
- Superunknown (1994)
- Down on the Upside (1996)
- King Animal (2012)

## Галерија
- Крис Корнел, фронтмен групе током концерта групе 2006. године
- Soundgarden у Чикагу 2010. године
- Концерт 2013. у Сијетлу